# Aimé Henri Faton de Favernay
Aimé Henri Faton de Favernay est un homme politique français né le 9 mars 1827 à Amiens (Somme) et mort le 25 mai 1886 à Paris.

## Biographie
Il fut élève de l'École d'administration. Entré dans l'administration préfectorale sous le Second Empire, il est sous-préfet de Saint-Julien-en-Genevois, puis à Mayenne. Il s'installe comme propriétaire exploitant dans les Landes en 1868.
Il est député des Landes d'octobre à décembre 1885, siégeant à droite. L'élection ayant été invalidée, il est battu à l'élection partielle.